# Tour d'Europe 1954
Le Tour d'Europe 1954 est la 1re et édition de la course cycliste du Tour d'Europe qui se déroule du 21 septembre au 3 octobre 1954 de Paris à Strasbourg. Le parcours traverse la France, la Belgique, le Luxembourg, les Pays-Bas, la RFA, l'Autriche, l'Italie, la France et la Suisse.
Le vainqueur final Primo Volpi, s'adjuge également une victoire d'étape. Le second du Tour d'Europe 1954 est Hilaire Couvreur et le troisième est Luciano Pezzi.

## Classement général
| Classement général final     | Classement général final |
| ---------------------------- | ------------------------ |
| 1. Primo Volpi (Ita)         | en 83 h 31 min 59 s      |
| 2. Hilaire Couvreur          | à 2 min 17 s             |
| 3. Luciano Pezzi (Ita)       | à 4 min 42 s             |
| 4. Marcel Huber              | à 11 min 20 s            |
| 5. Alfred Krebs (Gbr)        | à 17 min 06 s            |
| 6. Francis Mel (Fra)         | à 18 min 32 s            |
| 7. Mauro Gianneschi (Ita)    | à 20 min 21 s            |
| 8. Maurice Diot (Fra)        | à 23 min 26 s            |
| 9. Edgard Sorgeloos (Bel)    | à 23 min 32 s            |
| 10. Charles Vandormael (Bel) | à 27 min 18 s            |
| 70 partants, 30 classés      |                          |

## Les étapes
Les étapes successives sont les suivantes :
| Étape     | Date         | Villes étapes             |                             | Distance (km) | Vainqueur d’étape       | Leader du classement général |
| --------- | ------------ | ------------------------- | --------------------------- | ------------- | ----------------------- | ---------------------------- |
| 1re étape | 21 septembre | Paris - Gand              |                             | 287           | Pierre Michel           | Pierre Michel                |
| 2e étape  | 22 septembre | Gand - Namur              |                             | 251           | Maurice Diot            |                              |
| 3e étape  | 23 septembre | Namur - Luxembourg        |                             | 169           | Edgard Sorgeloos        |                              |
| 4e étape  | 24 septembre | Remich - Sarrebruck       | Contre-la-montre individuel | 69            | Équipe cycliste Peugeot |                              |
| 5e étape  | 25 septembre | Sarrebruck - Schwenningen |                             | 263           | Henri Van Kerckhove     |                              |
| 6e étape  | 26 septembre | Schwenningen - Augsbourg  |                             | 239           | Brian Robinson          |                              |
| 7e étape  | 27 septembre | Augsbourg - Innsbruck     |                             | 207           | Maurice Diot            |                              |
| 8e étape  | 28 septembre | Innsbruck - Mantoue       |                             | 304           | Jean Bois               |                              |
| 9e étape  | 29 septembre | Mantoue - Bologne         |                             | 196           | Luciano Frosini         |                              |
| 10e étape | 30 septembre | Bologne - Côme            |                             | 261           | Max Schellenberg        |                              |
| 11e étape | 1er octobre  | Côme - Lugano             | Contre-la-montre individuel | 62            | Primo Volpi             |                              |
| 12e étape | 2 octobre    | Lugano - Montreux         |                             | 245           | Pino Cerami             |                              |
| 13e étape | 3 octobre    | Montreux - Strasbourg     |                             | 344           | Pino Cerami             | Primo Volpi                  |